# Grmovnica, Cirkno
Grmovnica (nemško Griminitzen) je naselje občine Cirkno v okraju Šmohor na Koroškem v Avstriji.